# Markus Schnyder

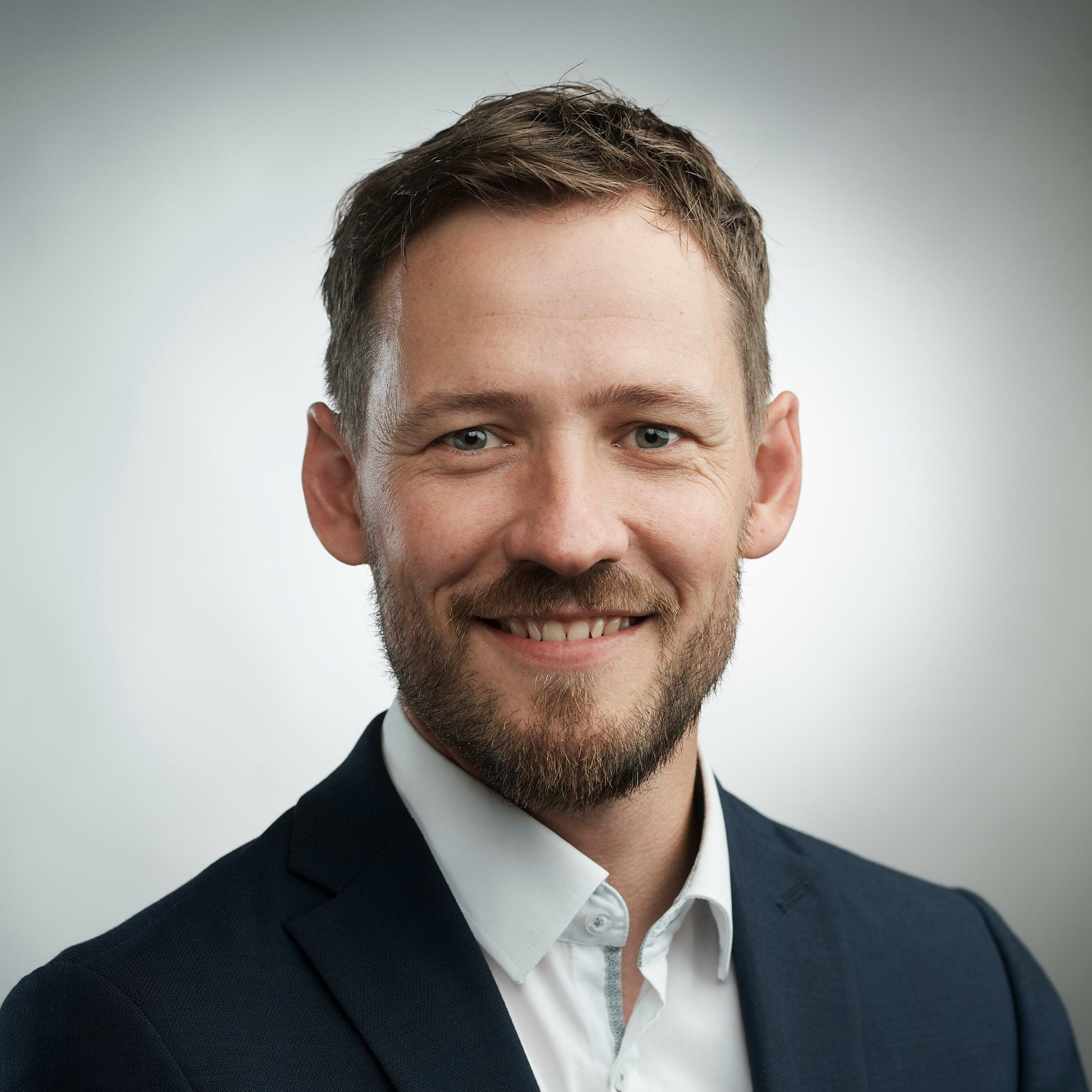
Markus Schnyder

Markus Schnyder (* 4. Dezember 1988) ist ein Schweizer Politiker (SVP). Er gehört seit 2023 dem Nationalrat und seit 2018 dem Landrat des Kantons Glarus an.

## Biografie
Markus Schnyder wurde am 4. Dezember 1988 geboren und ist in Netstal aufgewachsen. Er machte eine Ausbildung als Polymechaniker und hat sich anschliessend als Immobilienschätzer weitergebildet. Er ist Mitinhaber einer Unternehmung für Immobilienbewertung und -verkauf. In der Armee bekleidet er den Rang eines Hauptmanns und gehört der Luftwaffe an.
Er hat mit seiner Partnerin ein Kind.

## Politischer Tätigkeit
2014 wurde er in den Gemeinderat von Glarus gewählt. Diesem wird er bis im Mai 2024 angehören. Seit 2018 gehört er zudem dem Landrat des Kantons Glarus an und ist dort Mitglied der Fraktion der SVP des Kantons Glarus. Derzeit ist er Mitglied der Kommission Finanzen und Steuern und Ersatzmitglied der Finanzaufsichtskommission.
Bei den eidgenössischen Wahlen im Oktober 2023 wurde er für den Kanton Glarus in den Nationalrat gewählt. Er erhielt 5'388 Stimmen und damit mehr als seine Gegenkandidatinnen Andrea Trummer (Mitte) mit 3'951 Stimmen und Sabine Steinmann (SP) mit 2'960 Stimmen.
Er gehört der Kommission für Verkehr und Fernmeldewesen des Nationalrates an.